# Wojciech Fibak
Wojciech Fibak, o más brevemente Wojtek Fibak (Poznań, Polonia, 30 de agosto de 1952) es un exjugador de tenis polaco, especialmente conocido como jugador de dobles, modalidad en la que alcanzó el tercer puesto en el ranking ATP en 1979. En individuales, alcanzó el décimo lugar en 1977. Ganó 52 torneos en dobles —incluido el Abierto de Australia en 1978, único año en que participó en el mismo— y 15 en individuales. Fue el más destacado tenista de la historia de Polonia.
Formó exitosos dúos con Tom Okker y Kim Warwick.
Tras su retiro se transformó en un exitoso empresario y un ávido coleccionista de arte. En 1985 fundó la Polish Tennis Association of Southern California. Su residencia oficial es en Connecticut, pero habitualmente reside entre Varsovia y Mónaco. Tiene tres hijas, Agnieszka, Paulina y Nina.
En 2013 fue llamado por el serbio Novak Djokovic durante el US Open para unirse a su equipo de trabajo como trainer.

## Torneos de Grand Slam

### Dobles

#### Título (1)
| Año  | Torneo               | Oponente en la final     | Resultado |
| ---- | -------------------- | ------------------------ | --------- |
| 1978 | Abierto de Australia | Paul Kronk Cliff Letcher | 7-6 7-5   |

#### Finalista (1)
| Año  | Torneo        | Oponente en la final         |                    |
| ---- | ------------- | ---------------------------- | ------------------ |
| 1977 | Roland Garros | Brian Gottfried Raúl Ramírez | 7–6, 4–6, 6–3, 6–4 |

## Individuales

### Títulos (15)
| Leyenda                |
| Grand Slam (0)         |
| Tennis Masters Cup (0) |
| ATP Masters Series (0) |
| ATP Tour (15)          |

| N.º | Fecha | Torneo        | Superficie    | Oponente en la final | Resultado           |
| --- | ----- | ------------- | ------------- | -------------------- | ------------------- |
| 1.  | 1976  | Estocolmo     | Moqueta       | Ilie Nastase         | 6-4 7-6             |
| 2.  | 1976  | Bournemouth   | Tierra batida | Manuel Orantes       | 6-2 7-9 6-2 6-2     |
| 3.  | 1976  | Viena         | Dura          | Raúl Ramírez         | 6-7 6-3 6-4 2-6 6-1 |
| 4.  | 1977  | Monterrey     | Moqueta       | Vitas Gerulaitis     | 6–4, 6–3            |
| 5.  | 1977  | Düsseldorf    | Tierra batida | Raymond Moore        | 6–1, 5–7, 6–2       |
| 6.  | 1978  | Colonia       | Tierra batida | Vijay Amritraj       | 6–2, 0–1, ret.      |
| 7.  | 1979  | Denver        | Moqueta       | Víctor Amaya         | 6–4, 6–1            |
| 8.  | 1979  | Stuttgart     | Indoor        | Guillermo Vilas      | 6–2, 6–2, 3–6, 6–2  |
| 9.  | 1980  | Dayton        | Moqueta       | Bruce Manson         | 7–6, 6–3            |
| 10. | 1980  | Nueva Orleans | Moqueta       | Eliot Teltscher      | 6–4, 7–5            |
| 11. | 1980  | São Paulo     | Moqueta       | Vincent Van Patten   | 6–0, 7–6            |
| 12. | 1981  | Gstaad        | Tierra batida | Yannick Noah         | 6–1, 7–6            |
| 13. | 1982  | Ámsterdam     | Moqueta       | Kevin Curren         | 7–5, 3–6, 6–4, 6–3  |
| 14. | 1982  | París         | Indoor        | Bill Scanlon         | 6–2, 6–2, 6–2       |
| 15. | 1982  | Chicago       | Moqueta       | Bill Scanlon         | 6–2, 2–6, 6–3, 6–4  |

### Finales (19)
| Nro. | Año  | Torneo                              | Superficie    | Oponente in la final | Resultado                |
| 1.   | 1975 | Shreveport, Estados Unidos          | Moqueta       | Juan Gisbert         | 6–3, 5–7, 6–1            |
| 2.   | 1976 | Masters de Montecarlo, Mónaco       | Tierra batida | Guillermo Vilas      | 6–1, 6–1, 6–4            |
| 3.   | 1976 | Louisville, Estados Unidos          | Tierra batida | Harold Solomon       | 6–2, 7–5                 |
| 4.   | 1976 | Indianápolis, Estados Unidos        | Tierra batida | Jimmy Connors        | 6–2, 6–4                 |
| 5.   | 1976 | masters de Canadá, Montreal, Canadá | Dura          | Guillermo Vilas      | 6–4, 7–6, 6–2            |
| 6.   | 1976 | Houston, Estados Unidos             | Moqueta       | Manuel Orantes       | 5–7, 6–2, 0–6, 7–6, 6–1  |
| 7.   | 1977 | Ciudad de México, México            | Dura          | Ilie Năstase         | 4–6, 6–2, 7–6            |
| 8.   | 1977 | Buenos Aires, Argentina             | Tierra batida | Guillermo Vilas      | 6–4, 6–3, 6–0            |
| 9.   | 1977 | Viena, Austria                      | Indoor        | Brian Gottfried      | 6–1, 6–1                 |
| 10.  | 1977 | Colonia, Alemania                   | Moqueta       | Björn Borg           | 2–6, 7–5, 6–3            |
| 11.  | 1978 | Masters de Hamburgo, Alemania       | Tierra batida | Guillermo Vilas      | 6–2, 6–4, 6–2            |
| 12.  | 1979 | Múnich, Alemania                    | Tierra batida | Manuel Orantes       | 6–3, 6–2, 6–4            |
| 13.  | 1979 | Viena, Austria                      | Indoor        | Stan Smith           | 6–4, 6–0, 6–2            |
| 14.  | 1979 | Colonia, Alemania                   | Indoor        | Gene Mayer           | 6–3, 3–6, 6–1            |
| 15.  | 1980 | Stuttgart, Alemania                 | Tierra batida | Vitas Gerulaitis     | 6–2, 7–5, 6–2            |
| 16.  | 1981 | Filadelfia, Estados Unidos          | Moqueta       | Roscoe Tanner        | 6–2, 7–6, 7–5            |
| 17.  | 1982 | Nápoles, Italia                     | Moqueta       | Ivan Lendl           | 6–4, 6–2, 6–1            |
| 18.  | 1982 | Dortmund, Alemania                  | Moqueta       | Brian Teacher        | 6–7, 6–4, 6–4, 2–6, 6–4  |
| 19.  | 1983 | Basilea, Suiza                      | Indoor        | Vitas Gerulaitis     | 4–6, 6–1, 7–5, 5–5, RET. |

## Dobles

### Títulos (52)
| No. | Año  | Torneo                             | Superficie    | Pareja             | Oponentes en la final                | Resultado               |
| 1.  | 1975 | Múnich, Alemania                   | Tierra batida | Jan Kodeš          | Milan Holecek Karl Meiler            | 7–5, 6–3                |
| 2.  | 1975 | Hilversum, Países Bajos            | Tierra batida | Guillermo Vilas    | Željko Franulović John Lloyd         | 6–4, 6–3                |
| 3.  | 1975 | Louisville, Estados Unidos         | Tierra batida | Guillermo Vilas    | Vijay Amritraj Anand Amritraj        | NP                      |
| 4.  | 1975 | París, Francia                     | Indoor        | Karl Meiler        | Ilie Năstase Tom Okker               | 6–4, 7–6                |
| 5.  | 1975 | Londres, Inglaterra                | Moqueta       | Karl Meiler        | Jimmy Connors Ilie Năstase           | 6–1, 7–5                |
| 6.  | 1976 | Barcelona, España                  | Tierra batida | Jacek Niedzwiedzki | Colin Dowdeswell Paul Kronk          | 6–2, 6–3                |
| 7.  | 1976 | Montecarlo, Mónaco                 | Tierra batida | Karl Meiler        | Björn Borg Guillermo Vilas           | 7–6, 6–1                |
| 8.  | 1976 | Tennis Masters Cup, Estados Unidos | Moqueta       | Karl Meiler        | Robert Lutz Ramsey Smith             | 6–3, 2–6, 3–6, 6–3, 6–4 |
| 9.  | 1976 | Bournemouth, Inglaterra            | Tierra batida | Fred McNair        | Juan Gisbert Manuel Orantes          | 4–6, 7–5, 7–5           |
| 10. | 1976 | Düsseldorf, Alemania               | Tierra batida | Karl Meiler        | Bob Carmichael Raymond Moore         | 6–4, 4–6, 6–4           |
| 11. | 1976 | Teherán, Irán                      | Tierra batida | Raúl Ramírez       | Juan Gisbert, Sr. Manuel Orantes     | 7–5, 6–1                |
| 12. | 1976 | Madrid, España                     | Tierra batida | Raúl Ramírez       | Bob Hewitt Fred McMillan             | 4–6, 7–5, 6–3           |
| 13. | 1977 | Birmingham, Estados Unidos         | Moqueta       | Tom Okker          | Billy Martin Bill Scanlon            | 6–3, 6–4                |
| 14. | 1977 | Richmond, Estados Unidos           | Moqueta       | Tom Okker          | Ross Case Tony Roche                 | 6–4, 6–4                |
| 15. | 1977 | Ciudad de México, México           | Dura          | Tom Okker          | Ilie Năstase Adriano Panatta         | 6–2, 6–3                |
| 16. | 1977 | Toronto, Canadá                    | Moqueta       | Tom Okker          | Ross Case Tony Roche                 | 6–4, 6–1                |
| 17. | 1977 | Monterrey, México                  | Moqueta       | Ross Case          | Billy Martin Bill Scanlon            | 3–6, 6–3, 6–4           |
| 18. | 1977 | Róterdam, Países Bajos             | Moqueta       | Tom Okker          | Vijay Amritraj Dick Stockton         | 6–4, 6–4                |
| 19. | 1977 | Buenos Aires, Argentina            | Tierra batida | Ion Ţiriac         | Lito Álvarez Guillermo Vilas         | 7–5, 0–6, 7–6           |
| 20. | 1977 | South Orange, Estados Unidos       | Dura          | Colin Dibley       | Ion Ţiriac Guillermo Vilas           | 6–1, 7–5                |
| 21. | 1977 | Barcelona, España                  | Tierra batida | Jan Kodeš          | Bob Hewitt Fred McMillan             | 6–0, 6–4                |
| 22. | 1977 | Estocolmo, Suecia                  | Dura (i)      | Tom Okker          | Brian Gottfried Raúl Ramírez         | 6–3, 6–3                |
| 23. | 1978 | Houston, Estados Unidos            | Tierra batida | Tom Okker          | Tom Leonard Mike Machette            | 7–5, 7–5                |
| 24. | 1978 | Tennis Masters Cup, Estados Unidos | Moqueta       | Tom Okker          | Robert Lutz Stan Smith               | 6–7, 6–4, 6–0, 6–3      |
| 25. | 1978 | Hamburgo, Alemania                 | Tierra batida | Tom Okker          | Antonio Muñoz Víctor Pecci           | 6–2, 6–4                |
| 26. | 1978 | Louisville, Estados Unidos         | Tierra batida | Víctor Pecci       | Víctor Amaya John James              | 6–4, 6–7, 6–4           |
| 27. | 1978 | Masters de Canadá, Canadá          | Tierra batida | Tom Okker          | Colin Dowdeswell Heinz Günthardt     | 6–3, 7–6                |
| 28. | 1978 | Woodlands Doubles, Estados Unidos  | Dura          | Tom Okker          | Marty Riessen Sherwood Stewart       | 7–6, 3–6, 4–6, 7–6, 6–3 |
| 29. | 1978 | Madrid, España                     | Tierra batida | Jan Kodeš          | Pavel Složil Tomáš Šmíd              | 6–7, 6–1, 6–2           |
| 30. | 1978 | Basilea, Suiza                     | Indoor        | John McEnroe       | Bruce Manson Andrew Pattison         | 7–6, 7–5                |
| 31. | 1978 | Estocolmo, Suecia                  | Indoor        | Tom Okker          | Robert Lutz Stan Smith               | 6–3, 6–2                |
| 32. | 1978 | Abierto de Australia, Melbourne    | Césped        | Kim Warwick        | Paul Kronk Cliff Letcher             | 7–6, 7–5                |
| 33. | 1979 | Filadelfia, Estados Unidos         | Moqueta       | Tom Okker          | Peter Fleming John McEnroe           | 5–7, 6–1, 6–3           |
| 34. | 1979 | Memphis, Estados Unidos            | Moqueta       | Tom Okker          | Fred McMillan Dick Stockton          | 6–4, 6–4                |
| 35. | 1979 | Stuttgart, Alemania                | Indoor        | Tom Okker          | Bob Carmichael Brian Teacher         | 6–3, 5–7, 7–6           |
| 36. | 1979 | Múnich, Alemania                   | Tierra batida | Tom Okker          | Jürgen Fassbender Jean-Louis Haillet | 7–6, 7–5                |
| 37. | 1980 | Birmingham, Estados Unidos         | Moqueta       | Tom Okker          | José Luis Clerc Ilie Năstase         | 6–3, 6–3                |
| 38. | 1980 | Stuttgart, Alemania                | Indoor        | Tomáš Šmíd         | Tim Mayotte Larry Stefanki           | 6–4, 7–6                |
| 39. | 1980 | Dayton, Estados Unidos             | Moqueta       | Geoff Masters      | Fritz Buehning Fred McNair           | 6–4, 6–4                |
| 40. | 1982 | Estrasburgo, Francia               | Moqueta       | John Fitzgerald    | Sandy Mayer Fred McMillan            | 6–4, 6–3                |
| 41. | 1982 | Zell Am See, Austria               | Tierra batida | Bruce Manson       | Tony Giammalva Sammy Giammalva Jr.   | 6–7, 6–4, 6–4           |
| 42. | 1983 | Kitzbühel, Austria                 | Tierra batida | Pavel Složil       | Colin Dowdeswell Zoltan Kuharszky    | 7–5, 6–2                |
| 43. | 1984 | Róterdam, Netherlands              | Moqueta       | Kevin Curren       | Fritz Buehning Ferdi Taygan          | 6–4, 6–4                |
| 44. | 1984 | Múnich, Alemania                   | Tierra batida | Boris Becker       | Eric Fromm Florin Segărceanu         | 6–4, 4–6, 6–1           |
| 45. | 1984 | Colonia, Alemania                  | Indoor        | Sandy Mayer        | Jan Gunnarsson Joakim Nyström        | 6–1, 6–3                |
| 46. | 1984 | Viena, Austria                     | Indoor        | Sandy Mayer        | Heinz Günthardt Balázs Taróczy       | 6–4, 6–4                |
| 47. | 1985 | Gstaad, Suiza                      | Tierra batida | Tomáš Šmíd         | Brad Drewett Mark Edmondson          | 6–7, 6–4, 6–4           |
| 48. | 1986 | Toronto, Canadá                    | Indoor        | Joakim Nyström     | Christo Steyn Danie Visser           | 6–3, 7–6                |
| 49. | 1986 | Metz, Francia                      | Moqueta       | Guy Forget         | Francisco González Michiel Schapers  | 2–6, 6–2, 6–4           |
| 50. | 1986 | Viena, Austria                     | Indoor        | Ricardo Acioly     | Brad Gilbert Slobodan Živojinović    | W/O                     |
| 51. | 1987 | Hilversum, Países Bajos            | Tierra batida | Miloslav Mečíř     | Tom Nijssen Johan Vekemans           | 7–6, 5–7, 6–2           |
| 52. | 1987 | Toulouse, Francia                  | Dura (i)      | Michiel Schapers   | Kelly Jones Patrik Kühnen            | 6–2, 6–4                |

### Finales (33)
| Nro. | Fecha | Torneo                                  | Superficie    | Pareja              | Oponentes en la final               | Resultado               |
| 1.   | 1975  | Masters de Hamburgo, Alemania           | Tierra batida | Jan Kodeš           | Juan Gisbert, Sr. Manuel Orantes    | 6–3, 7–6                |
| 2.   | 1975  | Indianápolis, Estados Unidos            | Tierra batida | Hans-Jürgen Pohmann | Juan Gisbert, Sr. Manuel Orantes    | 7–5, 6–0                |
| 3.   | 1975  | Barcelona, España                       | Tierra batida | Karl Meiler         | Björn Borg Guillermo Vilas          | 3–6, 6–4, 6–3           |
| 4.   | 1976  | Atlanta, Estados Unidos                 | Moqueta       | Karl Meiler         | John Alexander Phil Dent            | 6–3, 6–4                |
| 5.   | 1976  | Barcelona, España                       | Tierra batida | Karl Meiler         | Robert Lutz Ramsey Smith            | 6–3, 6–3                |
| 6.   | 1976  | Niza, Francia                           | Tierra batida | Karl Meiler         | Patrice Dominguez François Jauffret | 6–4, 3–6, 6–3           |
| 7.   | 1976  | Båstad, Suecia                          | Tierra batida | Juan Gisbert, Sr.   | Fred McNair Sherwood Stewart        | 6–3, 6–4                |
| 8.   | 1976  | Hilversum, Países Bajos                 | Tierra batida | Balázs Taróczy      | Ricardo Cano Belus Prajoux          | 6–4, 6–3                |
| 9.   | 1976  | Wembley, Inglaterra                     | Moqueta       | Brian Gottfried     | Stan Smith Roscoe Tanner            | 7–6, 6–3                |
| 10.  | 1977  | Filadelfia, Estados Unidos              | Moqueta       | Tom Okker           | Bob Hewitt Fred McMillan            | 6–1, 1–6, 6–3           |
| 11.  | 1977  | Masters de Montecarlo, Mónaco           | Tierra batida | Tom Okker           | François Jauffret Jan Kodeš         | 2–6, 6–3, 6–2           |
| 12.  | 1977  | Torneo de Roland Garros, París, Francia | Tierra batida | Jan Kodeš           | Brian Gottfried Raúl Ramírez        | 7–6, 4–6, 6–3, 6–4      |
| 13.  | 1977  | Viena, Austria                          | Indos         | Jan Kodeš           | Bob Hewitt Frew McMillan            | 6–4, 6–3                |
| 14.  | 1978  | Saint Louis, Estados Unidos             | Moqueta       | Tom Okker           | Bob Hewitt Frew McMillan            | 6–3, 6–2                |
| 15.  | 1978  | Milán, Italia                           | Moqueta       | Raúl Ramírez        | José Higueras Víctor Pecci          | 5–7, 7–6, 7–6           |
| 16.  | 1979  | Denver, Estados Unidos                  | Moqueta       | Tom Okker           | Robert Lutz Stan Smith              | 7–6, 6–3                |
| 17.  | 1979  | Stuttgart, Alemania                     | Tierra batida | Pavel Složil        | Colin Dowdeswell Frew McMillan      | 6–4, 6–2, 2–6, 6–4      |
| 18.  | 1979  | Los Ángeles, Estados Unidos             | Moqueta       | Frew McMillan       | Marty Riessen Sherwood Stewart      | 6–4, 6–4                |
| 19.  | 1979  | San Francisco, Estados Unidos           | Moqueta       | Frew McMillan       | Peter Fleming John McEnroe          | 6–1, 6–4                |
| 20.  | 1979  | Estocolmo, Suecia                       | Indoor        | Tom Okker           | Peter Fleming John McEnroe          | 6–4, 6–4                |
| 21.  | 1980  | Tennis Masters Cup, Londres             | Moqueta       | Tom Okker           | Brian Gottfried Raúl Ramírez        | 3–6, 6–4, 6–4, 3–6, 6–3 |
| 22.  | 1980  | Denver Estados Unidos                   | Moqueta       | Heinz Günthardt     | Kevin Curren Steve Denton           | 7–5, 6–2                |
| 23.  | 1980  | Las Vegas, Estados Unidos               | Tierra batida | Gene Mayor          | Robert Lutz Stan Smith              | 6–2, 7–5                |
| 24.  | 1980  | Indianápolis, Estados Unidos            | Tierra batida | Iván Lendl          | Kevin Curren Steve Denton           | 3–6, 7–6, 6–4           |
| 25.  | 1980  | Cincinnati, Estados Unidos              | Dura          | Iván Lendl          | Bruce Manson Brian Teacher          | 6–7, 7–5, 6–4           |
| 26.  | 1982  | Zürich, Suiza                           | Moqueta       | John Fitzgerald     | Sammy Giammalva Jr. Tom Gullikson   | 6–4, 6–2                |
| 27.  | 1982  | Masters de Roma, Italia                 | Tierra batida | John Fitzgerald     | Heinz Günthardt Balázs Taróczy      | 6–4, 4–6, 6–3           |
| 28.  | 1983  | Gstaad, Suiza                           | Tierra batida | Colin Dowdeswell    | Pavel Složil Tomáš Šmíd             | 6–7, 6–4, 6–2           |
| 29.  | 1984  | Kitzbühel, Austria                      | Tierra batida | Colin Dowdeswell    | Henri Leconte Pascal Portes         | 2–6, 7–6, 7–6           |
| 30.  | 1984  | Los Ángeles, Estados Unidos             | Dura          | Sandy Mayer         | Ken Flach Robert Seguso             | 4–6, 6–4, 6–3           |
| 31.  | 1985  | Filadelfia, Estados Unidos              | Moqueta       | Sandy Mayer         | Joakim Nyström Mats Wilander        | 3–6, 6–2, 6–2           |
| 32.  | 1985  | Bruselas, Bélgica                       | Moqueta       | Kevin Curren        | Stefan Edberg Anders Järryd         | 6–3, 7–6                |
| 33.  | 1986  | Róterdam, Países Bajos                  | Moqueta       | Matt Mitchell       | Stefan Edberg Slobodan Živojinović  | 2–6, 6–3, 6–2           |

## Clasificación en torneos del Grand Slam
| Tournament           | 1974 | 1975 | 1976 | 1977 | 1978 | 1979 | 1980 | 1981 | 1982 | 1983 | 1984 | 1985 | 1986 | 1987 | Career SR |
| -------------------- | ---- | ---- | ---- | ---- | ---- | ---- | ---- | ---- | ---- | ---- | ---- | ---- | ---- | ---- | --------- |
| Abierto de Australia | A    | A    | A    | A    | W    | A    | A    | A    | A    | A    | A    | A    | A    | A    | 1 / 1     |
| Roland Garros        | 1R   | 3R   | 3R   | F    | SF   | 2R   | SF   | A    | 2R   | 1R   | 1R   | 1R   | 1R   | 1R   | 0 / 13    |
| Wimbledon            | A    | 2R   | QF   | QF   | SF   | 1R   | 2R   | A    | A    | 2R   | 1R   | 1R   | 3R   | 2R   | 0 / 11    |
| Estados Unidos       | A    | 2R   | 2R   | 2R   | SF   | 2R   | 3R   | 1R   | 3R   | A    | 3R   | 2R   | 1R   | 2R   | 0 / 12    |
| Triunfos y derrotas  | 0–1  | 3–2  | 5–3  | 9–3  | 17–3 | 2–3  | 7–3  | 0–1  | 3–2  | 1–2  | 2–3  | 1–3  | 2–3  | 2–3  | N/A       |

A = no participó.